# Theodora Lisle Prankerd
Theodora Lisle Prankerd (21 de junio de 1878 – 11 de noviembre de 1939) fue una botánica, pteridóloga, taxónoma, y profesora británica.

## Biografía
Theodora nació en Hackney, Londres, hija del practicante general Orlando Reeves Prankerd y su segunda mujer, Clementina Soares. Asistió al Instituto de Brighton y estudió botánica en el Royal Holloway, Universidad de Londres, graduándose con Honores de 2ª Clase en 1899.
En 1912 fue profesora de botánica, de tiempo parcial, en Birkbeck College, Londres, y en 1917, nombrada Lectora en Botánica en la Universidad de Reading, donde fue profesora hasta su deceso. En 1929, obtuvo su doctorado de ciencias por la Universidad de Londres. Entre 1922 y 1936, publicó una serie de estudios pioneros en el crecimiento de helechos en respuesta a la gravedad (geotropismo). Aunque se le acreditó toda la investigación y autoría de los artículos publicados, jamás los presentó ella, sino en las reuniones científicas por colegas masculinos.
Prankerd falleció en Reading en 1939.

## Obra

### Algunas publicaciones
- Prankerd, T. L. (1911) On the Structure and Biology of the Genus Hottonia. Annals of Botany 25 (1): 253-268.Ver el extracto en el sitio web del editor

- Prankerd, T. L. (1912) On the Structure of the Palæozoic Seed Lagenostoma ovoides, Will. J. of the Linnean Society of London, Botany, 40: 461–490. doi:10.1111/j.1095-8339.1912.tb00880.x vista de extracto.

- Prankerd, T. L. (1915) Notes on the Occurrence of Multinucleate Cells. Ann. of Botany 29 (4): 599-604. Ver el extracto en el sitio web del editor

- PRANKERD, T. L. (1915) Preliminary observations on the nature and distribution of the statolith apparatus in plants. Rep. Brit. Ass. Manchester Meeting, p. 722, Publ. London, 1916

- Prankerd, T. L. (1920) Statocytes of the Wheat Haulm. Bot. Gazette 70(2): 148-152 vista en JSTOR

- Prankerd, T. L. (1922) On the Irritability of the Fronds of Asplenium bulbiferum, With Special Reference to Graviperception. Proc. R. Soc. Lond. B 93 (650): 143-152; doi:10.1098/rspb.1922.0010 vista texto completo

- Prankerd, T. L. (1925) The Ontogeny of Graviperception in Osmunda regalis. Ann. of Botany 39 (4): 709-720. Ver el extracto en el sitio web del editor

- Prankerd, T. L. (1929) Studies in the Geotropism of Pteridophyta. IV. On Specificity in Graviperception. J. of the Linnean Society of London, Botany, 48: 317–336. doi:10.1111/j.1095-8339.1929.tb00590.x ver resumen

- Prankerd, T. L. (1935) Studies in the Geotropism of the Pteridophyta. V. Some Effects of Temperature on Growth and Geotropism in Asplenium bulbiferium. Proc. R. Soc. Lond. B 116 (800): 479-493 doi:10.1098/rspb.1935.0004 vista texto completo

- Prankerd, T. L. (1936) Studies in the Geotropism of Pteridophyta. VI. On Rhythm in Graviperception and Reaction to Gravity. Proc. R. Soc. Lond. B 120 (817): 126-141 vista texto completo